# Waga seishun ni kuinashi
Waga seishun ni kuinashi (わが青春に悔なし, No enyorem la joventut) és una pel·lícula japonesa realitzada per Akira Kurosawa l'any 1946. Pren com a tema l'incident de Takigawa. Realitzada en blanc i negre, dura 110 minuts.

## Argument
L'any 1933, un estudiant antimilitarista, Ryukichi Noge, que milita contra la persecució dels professors liberals, és detingut. Després d'haver passat 4 anys en presó, queda en llibertat condicional. Allunyant-se de tot, marxa cap a la Xina on es fa militant per la pau. De tornada a Tòquio, troba Yukie, la filla d'un dels professors liberals, llavors retirat de les seves responsabilitats a la universitat de Kyoto. Es casen però Noge és detingut l'any 1941 i es acusat d'espia; és torturat fins a la mort. Yukie escull d'anar a viure al camp amb els pares del seu difunt marit que són tractats pels altres vilatans com els pares d'un traïdor. Al final de la guerra, se'ls fa justícia i Yukie decideix de continuar vivint amb els seus sogres

## Repartiment
- Setsuko Hara: Yukie Yagihara, la filla del professor
- Susumu Fujita: Ryukichi Noge
- Denjirō Ōkōchi: professor Yagihara
- Eiko Miyoshi: Senyora Yagihara
- Haruko Sugimura: Senyora Noge, la mare de Ryukichi
- Kokuten Kodo: M. Noge, el pare de Ryukichi
- Akitake Kōno: Itokawa
- Takashi Shimura: comissari de policia
- Taizō Fukami: el ministre d'educació
- Masao Shimizu: el professor Kanzaki
- Hisako Hara: la mare d'Itokawa

## Valoració
És un dels escassos films japonesos que tracten sobre la resistència al règim militarista dels anys 1930-1940. També és "un himne a la fidelitat moral i, un fet escàs en l'autor (Akira Kurosawa), el personatge principal és una dona (Setsuko Hara), una actriu admirable".